# 圣玛利亚堂 (扎达尔)
圣玛利亚堂是一座本笃修道院，位于克罗地亚扎达尔。它建于1066年，位于古罗马广场的东侧。

## 历史
1066年，扎达尔贵族妇女齐卡在一座教堂旁边创建了这座本笃会修道院。这个修道院后来得到了国王的保护和资助。后来齐卡成为修女，捐献给修道院两本赞美诗、一本祈祷书以及其他一些贵重物品。虽然两本赞美诗都已丢失，但是祈祷书仍然存在，目前保存在牛津的博德利图书馆 。
齐卡的女儿维克内加在丈夫多布罗斯拉夫逝世后，在1072年作为修女进入修道院。维克内加寻求新国王卡尔曼的经济援助以完成修道院，修建新的修道院。钟楼上有卡尔曼的名字，并刻有纪念1102年国王进入扎达尔的碑文。钟楼小堂内有12世纪壁画的遗迹。该堂有她的坟墓，用拉丁诗句装饰。
1507年，科尔丘拉出生的建筑师和石匠Nikola Španić新建了文艺复兴门廊和南立面。内部有丰富的巴洛克装饰。
二战期间，当该市属于意大利时，该堂和周围被盟军轰炸所毁。战后重建了教堂。